# Hassenhausen (Naumburg)
Hassenhausen ist ein Ortsteil von Bad Kösen, einem Stadtteil der Stadt Naumburg (Saale) im Burgenlandkreis in Sachsen-Anhalt.

## Lage
Hassenhausen liegt an der Bundesstraße 87, von Bad Kösen kommend nach Eckartsberga führend. Der Ortsteil befindet sich nordwestlich von Bad Kösen in einer hügeligen Ackerebene.

## Geschichte
Die erste urkundliche Erwähnung von Hassenhausen (Hassenhuseno marca) fand zwischen 881 und 890 im Hersfelder Zehntverzeichnis statt. Im Ort hatten mehrere weltliche und geistliche Herrschaften Besitz, u. a. das Kloster St. Georg in Naumburg und die Schenken von Saaleck. Seit 1289 kam Hassenhausen allmählich in den Besitz des Klosters Pforta, welches 1321 die Gerichtsbarkeit sowie 1351 das Halsgericht über den Ort von Conrad von Saaleck erwarb. Nach der Säkularisation des Klosters Pforta im Jahr 1540 gehörte Hassenhausen von 1543 bis 1815 zum kursächsischen Amt Pforta. Durch die Beschlüsse des Wiener Kongresses kam der Ort zu Preußen und wurde 1816 dem Landkreis Naumburg im Regierungsbezirk Merseburg der Provinz Sachsen zugeteilt, zu dem er bis zur Auflösung des Kreises 1932 gehörte.
Am 1. Juli 1992 wurde der Ort nach Bad Kösen eingemeindet und am 1. Januar 2010 nach Naumburg (Saale) umgegliedert.

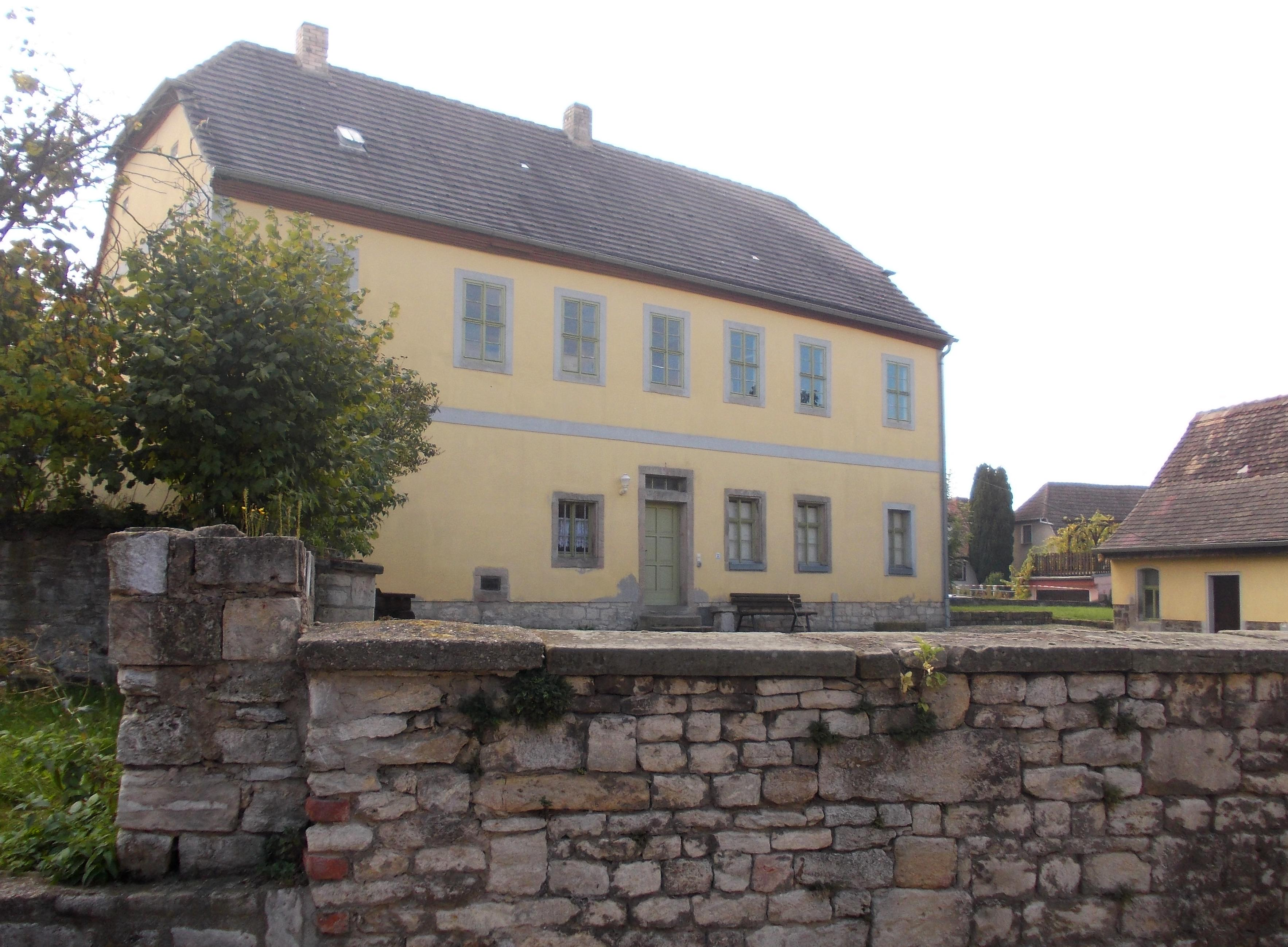
Das Pfarrhaus, Gedenkstätte der Schlacht bei Jena und Auerstedt

### Schlacht bei Jena und Auerstedt
Die Schlacht bei Jena und Auerstedt fand 1806 auch in Hassenhausen statt. Dazu eine Einschätzung: Die Schlacht bei Auerstedt/Hassenhausen war ein Sieg von Davout. Er musste die Kämpfe mit seinen Soldaten allein führen., sodass die preußischen Kräfte hier nicht vernichtet wurden. Erst das Zusammentreffen der geschlagenen preußischen Armeen auf der Flucht realisierte den absoluten Sieg der Franzosen um Davout, denn es führte zum Chaos.
Bei den Kämpfen bei Hassenhausen im Zuge der Schlacht bei Jena und Auerstedt wurden verwundet:
- Karl Wilhelm Ferdinand von Braunschweig-Wolfenbüttel
- Heinrich August Friedrich von Reitzenstein

## Persönlichkeiten
- Otto Hänssgen (1885–1956), Maler

## Denkmäler
- Kriegerdenkmal für die Gefallenen der Schlacht bei Jena und Auerstedt